# 加登城 (德克薩斯州)
加登城（英語：Garden City）是一個位於美國德克薩斯州格拉斯卡克縣的城市。根據2010年美國人口普查，該地共人口334人，而該地的面積約為4.60平方千米。同時該地也是格拉斯卡克縣的縣治。

## 地理
加登城的座標為31°51′50″N 101°28′52″W / 31.86389°N 101.48111°W，而該地的平均海拔高度為804米（即2638英尺）。